# Chiesa di San Salvatore de Drapparia
La Chiesa di San Salvatore de Drapparia si trova nel Centro storico di Salerno sulla Via dei Mercanti

## Caratteristiche
La chiesa attualmente ha un aspetto barocco caratterizzato dal portale sormontato da tre "putti" in altorilievo. L'interno ha una pianta ottagonale chiusa da una grande cupola dotata di una grande lanterna. L'entrata ha a fianco una colonna romana.
La chiesa si trova nell'area della reggia di Arechi e ne condivide alcuni resti.

## Storia
La Chiesa di San Salvatore de Drapparia, ossia chiesa di Gesú coll'antico nome di Via Mercanti, è un luogo religioso ancora oggi attivo. Fino a poco tempo fa qui si teneva l'adorazione perpetua del Santissimo Sacramento. Un luogo di culto (usato come piccolo oratorio) che preesisteva all'attuale chiesa, risale al 1423 o qualche decennio prima.
La costruzione fu finanziata da Pacilio Surdo, nobile del quartiere di Portanova a Salerno. Agli inizi del 1500 era divenuta sede della "Confraternita dei Maestri Sarti" che la chiamarono coll'attuale nome. Negli anni '90 del Novecento è stata condotta una vasta campagna di scavi archeologici all'interno della chiesa. L'obiettivo era quello di riportare alla luce una parte della Reggia di Arechi II. Dagli scavi sono emersi i resti di una struttura termale romana del I-II secolo, le murature di epoca longobarda e una serie di 51 monete composte da follari di rame, denari d'argento e tarì d'oro, tracce di pavimenti ed alcune botteghe artigianali angioine.
Gli scavi archeologici hanno portato alla luce anche un'importante vasca in marmo sotto la chiesa, accessibile tramite tre gradini, che riceveva l'acqua da una seconda cisterna posta più in alto. Questo ambiente funzionò fino all'XI-XII secolo e sicuramente faceva parte di un bagno del palazzo longobardo. La costruzione di un *balneum* era strettamente legata alla necessità di reperire una fonte d'acqua e la zona nord-occidentale di Salerno, in passato come oggi, era attraversata da numerosi corsi d'acqua e canali, alcuni dei quali citati nella toponomastica attuale: "Via Fusandola", "Risalita della Lama" e "Via dei Canali".
Il *balneum* di Salerno e le precedenti terme romane ricevevano acqua da una falda acquifera posta in quella zona dove c'erano numerosi corsi d'acqua che scendevano dal monte Bonadies e alimentavano anche giardini, peschiere e fontane. Il *"bagno" longobardo funzionò fino alla fine dell'XI secolo, quando il palazzo di Arechi II iniziò a decadere.
La chiesa agli inizi del Seicento venne completamente abbattuta perché considerata fatiscente e ricostruita dal maestro di Cava dei Tirreni Placido Buongiorno.
Attualmente la chiesa ha anche un organo in stile neoclassico del 1831.